# Unilever
Společnost Unilever byla založena 1. ledna 1929 a je jedním z největších výrobců potravin a výrobků pro péči o tělo a o domácnost na světě s pobočkami ve více než 100 zemích. V bývalém Československu působil Unilever mezi roky 1930–1945 v rámci Schichtových závodů. Znovu se do země vrátil roku 1991. V České republice zaměstnává přibližně 330 zaměstnanců.

## Historie
Unilever vznikl fúzí dvou podniků - Margarine Unie a Lever Brothers z Velké Británie. Syn Johanna Schichta, Georg E. A. Schicht, se stal prvním celosvětovým prezidentem Unileveru.
V roce 1848 založil jeho děd Georg Schicht v Rynolticích provoz na výrobu mýdel a svíček. Tento podnik, později přesunutý do Ústí nad Labem, následně ovládl potravinářsko-drogistický trh ve střední Evropě. 
William Hesket Lever, později Lord Leverhulme, založil společnost Lever Brothers v roce 1885 a brzy vybudoval továrny na výrobu mýdla v Evropě, Severní Americe, Austrálii a na Dálném Východě a podniky na zpracování olejů v Port Sunlightu a v australském Sydney.
V roce 1872 začaly konkurující si firmy Jurgens a Van den Bergh výrobu margarínů. Ekonomická nutnost je ale dovedla k fúzi a s dalšími dvěma společnostmi Centra a Schicht a.s. ke zformování Margarine Unie. Následovalo připojení dalších společností. V roce 1928 získává Margarine Unie společnost Calvé-Delft a roku 1929 Hartog. Smlouva o založení Unileveru byla podepsána podniky Margarine Unie a Lever Brothers 2. září 1929, 1. ledna 1930 pak tato společnost oficiálně vznikla.

## Unilever v Česku
Když pomineme úvodní období 1930–1946 v Československu, Unilever působí v České republice od roku 1991, a to ve třech hlavních kategoriích - potraviny (značky Knorr, Flora, Hera, Rama, Perla, Lipton, Hellmann's, Saga), hygienické a kosmetické přípravky a prostředky pro domácnost (značky Cif, Domestos, Dove, Signal, Axe, Rexona, Timotei, Radox) a zmrzlina (značky Algida, Míša, Magnum, Carte D'Or, Ben&Jerry's, Breyers). V roce 2004 společnost prodala svůj výrobní závod v Zábřehu na Moravě a v roce 2006 zakoupila značku nanuků Míša od společnosti Alima.
V roce 2010 v rámci evropské optimalizace výrobních kapacit společnost prodala svůj závod v Nelahozevsi.. Výroba rostlinných tuků Rama, Flora, Rama Crème Bonjour, Hera a Perla a téměř celé portfolio značky Hellmann's bylo přesunuto do jiných evropských závodů.
Společnost Unilever v červnu 2013 získala od firmy Bochemie značky Savo, Biolit a Diffusil. Unilever získal od Bochemie stoprocentní podíl v její dceřiné společnosti HomeBrands a kromě uvedených značek převzal i další duševní vlastnictví a vybrané zaměstnance. Výroba získaných značek bude v souladu se smlouvou i nadále zajišťována v závodě Bochemie v Bohumíně.
Centrála české pobočky je v Praze. 

## Unilever a udržitelný rozvoj
Společnost Unilever je zavázána k zodpovědnému chování. Věří, že s pomocí 2 miliard svých zákazníků dokáže změnit svět k lepšímu. Společnost Unilever založila v roce 2012 nadaci The Unilever Foundation, která se zaměřuje na kvalitu života hned v několika oblastech: hygienické podmínky, přístup k čisté a pitné vodě, výživa a lepší životní styl. V této souvislosti uzavřel Unilever partnerství s pěti globálními neziskovými organizacemi: UNICEF, Oxfam, World Food Programme, PSI a Save the children a v roce 2014 s Mezinárodním fondem pro zemědělský rozvoj (IFAD).   
V listopadu 2010 byl představen Unilever Sustainable Living Plan  (Unilever Plán Udržitelného Rozvoje), který si klade za cíl pomoci více než jedné miliardě lidí zlepšit jejich zdraví, hygienické podmínky a životní úroveň, využívat 100 % zemědělských surovin z udržitelných zdrojů a zmírnit dopad na životní prostředí do roku 2020 o celou polovinu. Společnost Unilever se již 13. rok v řadě drží v čele žebříčku Dow Jones Sustainability Index v kategorii potravin. Tento index částečně vychází z hospodaření, sociálních závazků, vlivu na životní prostředí a výsledků společnosti.
V rámci plnění cílů, které si společnost stanovila, podniká Unilever v České republice konkrétní kroky a realizuje zajímavé projekty, které pomáhají životnímu prostředí i lidem. 

## Životní prostředí
Unilever Česká republika obsadil v roce 2010 2. místo v soutěži Podnik podporující zdraví a rovněž získal ocenění v soutěži Top odpovědná firma 2011 v kategorii Inovátor v životním prostředí za projekt Green Office. 
Společnost je také, v rámci ochrany životního prostředí, již několik let partnerem občanského sdružení Tereza. Pomáhá prostřednictvím svých výrobků desítkám charitativních organizací.  

## Oblast výživy
Společnost Unilever se v roce 2010 stala hlavním partnerem vzdělávacího projektu SAPERE, který si klade za cíl vést děti a mladistvé ke zdravému životnímu stylu a zdravé výživě. Součástí projektu je každoroční soutěž „SAPERE – vědět, jak žít“ pro žáky základních škol a studenty středních škol po celé České republice. 
Divize společnosti UNILEVER Food Solutions dlouhodobě dbá na kvalitu, nutriční hodnoty a vyváženost pokrmů, která jsou připravována z našich značek. Tým zkušených šéfkuchařů a výživových poradců pomáhá zákazníkům vytvořit plnohodnotná jídla. 

## CSR a dobrovolnictví
Důležitou součástí Unilever Plánu Udržitelného rozvoje jsou aktivity v rámci Společenské odpovědnosti firem (CSR) aktivity, které pomáhají životnímu prostředí a těm, kteří to potřebují.  

## Unilever a lidé
Společnost Unilever se zaměřuje také na studenty a absolventy vysokých škol, pro které každoročně pořádá Den otevřených dveří. Návštěvníci mají možnost poznat chod firmy zevnitř, setkat se se zajímavými lidmi a zjistit, jakým směrem by se v budoucnu chtěli ubírat.  
V roce 2014 Unilever vyhlásil studentskou soutěž pro vysokoškoláky České republiky a Slovenska v oblasti udržitelného rozvoje. Studenti se do soutěže Unilever výzva zapojují registrací svých projektů v několika oblastech. Autoři nejlepších projektů získají finanční obnos na realizaci svých nápadů.  

## Unilever a zaměstnanci
Jednou z priorit společnosti je bezpečnost a zdraví svých zaměstnanců. K tomu Unilever přispívá dlouhodobým projektem Lamplighter, který je primárně určený ke zlepšení fyzického a psychického zdraví a životního stylu zaměstnanců. V roce 2013 byl Unilever za tento projekt oceněn v soutěži Podnik podporující zdraví, kterou vyhlašuje Státní zdravotní ústav. 

## Kontroverze
Unilever čelí obrovské kritice kvůli kácení deštných pralesů. Ty jsou vypalovány, aby na jejich místě mohly být vysázeny palmové plantáže, ze kterých je možné získat palmový olej. Samotný palmový olej bývá navíc na produktech zatajován.
Sběračky čaje mají malé platy a jsou nuceny k sexuálnímu styku s nadřízenými.
Další kritiku sklízí Unilever za to, že v jedné své kampani bojuje proti povrchnosti módy a krásy, zatímco v další ji podporuje.